# Midi Sport
Midi Sport est une émission française sportive, présentée par Aïda Touihri. L'émission est diffusée à partir du 5 septembre 2016 à 12h50, en direct sur Canal+.

## Concept
Entourée de Clément Cotentin et Joris Sabi, Aïda Touihri présente l’actualité du sport en France et à l’international. L'émission présente les dernières news, les rendez-vous à ne pas manquer, les résultats, les transferts, les compétitions à venir et des rencontres avec des sportifs.
À partir du 26 septembre 2016, l'émission est diffusée en crypté.
Deux mois après son lancement, Canal+ décide d'arrêter l'émission face à des audiences jugées décevantes. La dernière émission a lieu le 10 novembre 2016.
Lors de sa diffusion en clair, le magazine rassemblait en moyenne 50 000 téléspectateurs puis 20 000 après son passage en crypté.

## Participants
- Clément Cotentin
- Joris Sabi